# Gabriele Maria Di Blasi e Gambacorta
Gabriele Maria Di Blasi e Gambacorta, al secolo Giuseppe Pietro Francesco (Palermo, 10 marzo 1712 – Messina, 1º febbraio 1767), è stato un arcivescovo cattolico e teologo italiano.

## Biografia
Nato a Palermo il 10 marzo 1712, era il secondo di cinque figli di Scipione di Blasi, esponente del patriziato civico e sindaco di Palermo, e Caterina Gambacorta. Tra i suoi fratelli, si ricordano Vincenzo, anch'egli sindaco della città, e i benedettini Salvatore Maria e Giovanni Evangelista. Trascorse la sua infanzia nella dimora di famiglia a Palermo, fino al 1728, quando, destinato dal padre alla carriera ecclesiastica, entrò nel monastero benedettino di Santa Maria di Monreale e vi professò i voti monastici il 29 marzo 1728, assumendo il nome religioso di Gabriele Maria.
Nel periodo successivo, studiò teologia a Roma, presso il Collegio di Sant'Anselmo, dal 1729 al 1731. Al ritorno in Sicilia, nel 1732, divenne lettore di teologia nel monastero di Monreale, e il 5 marzo 1735 fu ordinato sacerdote nella chiesa di San Cataldo a Palermo, per mano del vescovo titolare di Tagaste Blas Antonio Olóriz. In seguito ricoprì numerosi incarichi all'interno dell'Ordine benedettino, tra cui esaminatore sinodale per la diocesi di Monreale, decano e maestro dei novizi nel 1743, e priore del monastero di Santa Maria nel 1745.
Nel 1753 tornò a Roma, dove riprese l'incarico di lettore di teologia presso il Collegio di Sant'Anselmo. Nel 1751 fu nominato consultore della Sacra Congregazione dei Riti, carica che mantenne fino al 1756. Lo stesso anno, fu nominato abate del monastero di San Benedetto a Militello in Val di Catania e visitatore dei monasteri di Sicilia. Nel 1760, divenne visitatore del monastero di Santa Maria di Monreale.
Il suo percorso ecclesiastico si intrecciò strettamente con il panorama teologico e politico del suo tempo. Fu un fervente sostenitore del giansenismo e dell'antigesuitismo, posizioni che lo portarono a entrare in contatto con alcuni dei principali intellettuali e teologi del XVIII secolo, tra cui Pier Luigi della Torre, Giorgio Tiera, Fortunato Tamburini, Giuseppe Agostino Orsi, e Giovanni Gaetano Bottari. Questi legami intellettuali lo resero un punto di riferimento nelle dispute teologiche, in particolare quelle relative alla grazia divina e alla dottrina cattolica.
Fu nominato arcivescovo metropolita di Messina. In un periodo in cui la cattedra messinese era vacante, la sua candidatura fu sostenuta da un gruppo di vescovi siciliani, tra cui Francesco Testa, arcivescovo di Monreale, e Girolamo Palermo, vescovo di Mazara del Vallo, che lodarono le sue qualità dottrinali e morali. Questo favorevole intervento portò alla sua elezione, confermando il suo ruolo di guida spirituale in una delle principali diocesi siciliane. Il 12 maggio 1764 Ferdinando I delle Due Sicilie propose la nomina a papa Clemente XIII, che la confermò il successivo 9 luglio. Di Blassi venne consacrato il 29 luglio seguente nel duomo di Monreale, per mano dell'arcivescovo Francesco Testa, co-consacranti il vescovo di Cefalù Gioacchino Castelli e il vescovo titolare di Arcadiopoli di Asia Giovanni Pietro Galletti.
Nel corso della sua vita non lasciò opere teologiche pubblicate, ma i suoi manoscritti influenzarono profondamente il pensiero teologico dell'epoca, in particolare attraverso il lavoro del fratello Giovanni Evangelista. Le sue opere furono riprese e criticate per le sue posizioni gianseniste e la sua visione di un'autonomia della Chiesa siciliana rispetto alla Santa Sede.
Morì il 1º febbraio 1767 a Messina, nella cui cattedrale fu sepolto.

## Genealogia episcopale
La genealogia episcopale è:
- Cardinale Sigismund von Kollonitz
- Cardinale Mihály Frigyes Althann
- Cardinale Juan Álvaro Cienfuegos Villazón, S.I.
- Cardinale Joaquín Fernández de Portocarrero
- Arcivescovo Francesco Testa
- Arcivescovo Gabriele Maria Di Blasi e Gambacorta, O.S.B.